# مجلس الأمة الكويتي (فبراير 2012)
مجلس الأمة الكويتي (فبراير 2012 المبطل) من 15 فبراير 2012 حتى إبطال المجلس في 20 يونيو 2012 ، إجريت انتخابات المجلس في 2 فبراير 2012 وذالك بعد صدور مرسوماً في ديسمبر 2011 بحل مجلس الأمة 2009 ، وقد عقدت الجلسة الافتتاحية في 15 فبراير 2012. وخلال الجلسة أنتخب المجلس أحمد عبدالعزيز السعدون رئيساً للمجلس، و خالد سلطان القناعي نائباً للرئيس وفي 20 يونيو 2012 قررت المحكمة الدستورية ببطلان انتخابات المجلس بأكملها وعدم صحة عضوية من أعلن فوزهم فيها لبطلان وعدم صحة مرسوم حل مجلس الأمة 2009 وكما قررت المحكمة عودة مجلس الأمة 2009 بقوة الدستور كأن الحل لم يكن.

## الأعضاء الفائزون حسب الدوائر
| الدائرة الأولى - فيصل سعود الدويسان - حسين علي القلاف - محمد حسن الكندري - أسامه عيسى الشاهين - عبد الحميد عباس دشتي - صالح أحمد عاشور - أحمد حاجي لاري - عادل جاسم الدمخي - عدنان عبد الصمد - عبد الله محمد الطريجي | الدائرة الثانية - جمعان ظاهر الحربش - رياض أحمد العدساني - محمد جاسم الصقر - علي فهد الراشد - مرزوق علي الغانم - حمد محمد المطر - عبد الرحمن فهد العنجري - عدنان إبراهيم المطوع - خالد سلطان بن عيسى - عبد اللطيف عبد الوهاب العميري | الدائرة الثالثة - فيصل علي المسلم - فيصل صالح اليحيى - وليد مساعد الطبطبائي - محمد حسين الدلال - أحمد السعدون - علي صالح العمير - شايع عبد الرحمن الشايع - نبيل نوري الفضل - محمد سالم الجويهل - عمار محمد العجمي | الدائرة الرابعة - مسلم محمد البراك - محمد هايف المطيري - عبيد محمد الوسمي - مبارك الوعلان - علي الدقباسي - محمد الخليفة - شعيب المويزري - أسامة المناور - سعد الخنفور - محمد سليمان الهطلاني | الدائرة الخامسة - فلاح مطلق الصواغ - خالد مشعان الطاحوس - بدر زايد الداهوم العازمي - أحمد عبد الله العازمي - الصيفي مبارك الصيفي - نايف عبد العزيز العجمي - عبد الله حشر البرغش - خالد شخير المطيري - سالم نملان العازمي - مناور ذياب العازمي |

## أحداث رئيسية
- أقيمت الجلسة الافتتاحية لدور الانعقاد العادي الأول للفصل التشريعي الرابع عشر في 15 فبراير 2012، و تقدم كل من أحمد عبد العزيز السعدون و محمد جاسم الصقر ترشيحهما لمنصب رئيس المجلس، وحاز أحمد السعدون على أغلبية أصوات المجلس ب38 صوت مقابل 26 صوتاً. كما تقدم كل من خالد سلطان بن عيسى و عدنان عبد الصمد وعبيد محمد الوسمي لمنصب نائب الرئيس، و حاز خالد بن عيسى على الأغلبية ب35 صوتاً مقابل 24 صوت لعدنان عبد الصمد و6 أصوات لعبيد الوسمي.[1]

اتخذ المجلس قرار بالإجماع وفقا للائحة الداخلية لمجلس الأمه يقتضي بحرمان محمد الجويهل من دخول قاعة عبد الله السالم واللجان الداخلية للمجلس لمدة أسبوعين وذلك بسبب قيامه بالبصق على زميله حمد المطر في 9 مايو 2012. في 18 يونيو 2012 صدر مرسوم أميري يؤجل انعقاد اجتماعات مجلس الامة لمدة شهر وفقا للمادة 106 من الدستور الكويتي وهي من صلاحيات الأمير إلا أنها المرة الأولى التي تفعل في الحياة البرلمانية بغرض التهدئة.

## بطلان المجلس
في 20 يونيو 2012 حكمت المحكمة الدستورية ببطلان انتخابات مجلس الأمة (فبراير 2012) بأكملها وعدم صحة عضوية من أعلن فوزهم فيها لبطلان وعدم صحة مرسوم حل مجلس الأمة 2009 وكما قررت المحكمة عودة مجلس الأمة 2009 بقوة الدستور كأن الحل لم يكن
ويعتبر مجلس 2012 كأنه لم يكن مع إبقاء القوانين الصادرة في تلك الفترة.
واستندت المحكمة الدستورية قرارها على أن طلب حل مجلس 2009 جاء من وزارة زالت عنها الصفة بقبول استقالتها بالكامل، كما قام رئيس الوزراء الجديد بالاجتماع بوزراء زالت منهم الصفة بسبب قبول استقالة الحكومة السابقة، و بذلك قد رفع كتاب عدم التعاون من مجلس وزراء يتألف من رئيس المجلس فقط و بذلك يكون خالف المادة 107 من الدستور الكويتي. و يعتبر حكم المحكمة الدستورية بإعادة مجلس منحل الأول من نوعة في الحياة البرلمانية الكويتية
ويعتبر حكم المحكمة الدستورية بإعادة مجلس منحل الأول من نوعة في الحياة البرلمانية الكويتية 